# Johanneskerk (Stuttgart)
De Johanneskerk (Duits: Johanneskirche) in Stuttgart is een protestants godshuis. De kerk is gelegen aan de Gutenbergstraße 11 te Stuttgart. De kerk staat op een schiereiland in een grote vijver die de naam Feuersee draagt. De kerk is in de eerste plaats een bedeplek, maar er worden ook talrijke concerten georganiseerd.

## Geschiedenis
De kerk werd in de jaren 1864-1876 in neogotische stijl door de architect Christian Friedrich von Leins gebouwd. De nieuwbouw betrof de eerste nieuwe kerk in Stuttgart na de reformatie.
In de jaren 1943 en 1944 raakte kerk en toren door bombardementen op Stuttgart zwaar beschadigd. Bij de wederopbouw van 1948-1966 werden de gewelven in het kerkschip wegens geldgebrek niet herbouwd. De toren van 66 meter hoog werd evenmin volledig herbouwd en doet dient als gedenkteken tegen de oorlog.

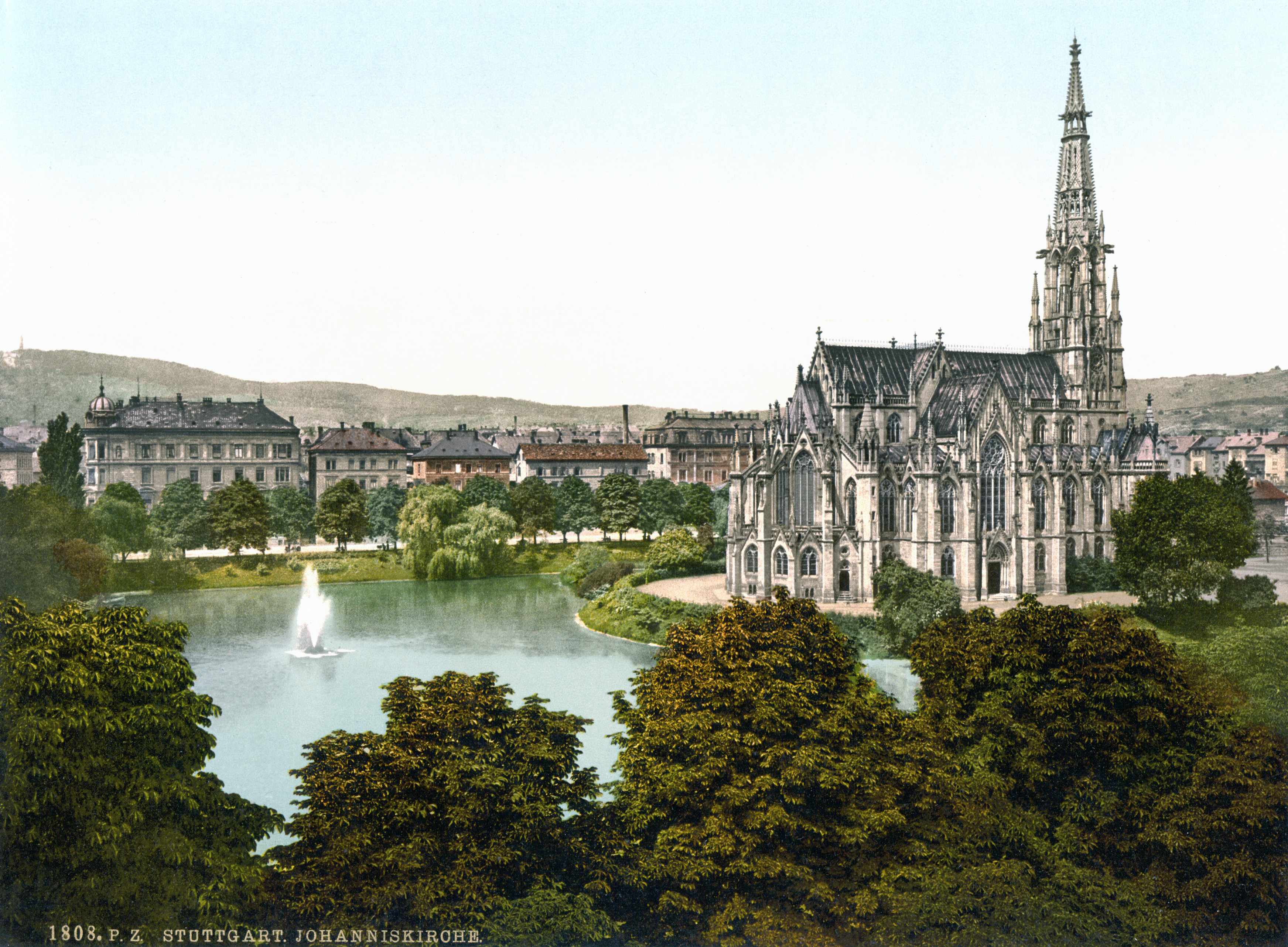
De Johanneskerk rond 1900